# Alttarivier
Alttarivier (Zweeds – Fins: Alttajoki) is een rivier annex beek, die stroomt in de Zweedse  gemeente Kiruna. De rivier zorgt voor de afwatering van het Alttameer, waaraan Alttajärvi ligt. Ze stroomt naar het noordwesten en mondt na 8650 meter bij Laxforsen uit in de Torne.
Afwatering: Alttarivier →  Torne → Botnische Golf